# کالج نظامی سلطنتی سندهرست
کالج نظامی سلطنتی سندهرست (انگلیسی: Royal Military College, Sandhurst) یک آکادمی نظامی بریتانیایی برای آموزش افسران پیاده‌نظام و سواره‌نظام نیروی زمینی بریتانیا و ارتش هند بریتانیا بود. این آکادمی در سال ۱۸۰۱ در گریت مارلو و های ویکام در باکینگهام‌شر تأسیس شد، اما در اکتبر ۱۸۱۲ به سندهرست، برکشایر نقل مکان کرد.
کالج نظامی سلطنتی سندهرست در آغاز جنگ جهانی دوم سازماندهی مجدد شد، اما برخی از واحدهای آن در سندهرست و آلدرشات عملیاتی باقی ماندند. در سال ۱۹۴۷، کالج نظامی سلطنتی با آکادمی نظامی سلطنتی وولویچ ادغام شد تا آکادمی نظامی سلطنتی همه منظوره امروزی سندهرست را تشکیل دهد.